# Zonetarief
Het zonetarief is de benaming voor een tariefsysteem bij het stads- en streekvervoer in Nederland waarbij het vervoergebied in een aantal zones is verdeeld waarbij indien men binnen de zones blijft er een bepaald tarief is vastgesteld en wanneer men naar een andere zone reist er een hoger tarief geldt.

## Geschiedenis
Van oudsher gold er bij het stadsvervoer vrijwel altijd een eenheidstarief, wat inhield dat men binnen de stad of dorp altijd hetzelfde bedrag verschuldigd was ongeacht of men 1 halte mee ging of dat men in een grote stad soms wel een uur in het vervoermiddel kon doorbrengen en toch evenveel betaalde.
Bij het streekvervoer gold meestal wel een afstandsgerelateerd tarief. Dit kon een sectietarief zijn maar ook een kilometertarief. Hierbij was bij een sectietarief de lijn in een aantal secties verdeeld en al naargelang door hoeveel secties men ging was men een bepaald tarief verschuldigd. Bij een kilometertarief betaalde men uiteraard per kilometer.
Meestal was men boven op het tarief ook nog een opstaptarief verschuldigd.
Toen begin jaren 70 het ministerie van Verkeer & Waterstaat de tekorten van de stadsvervoerbedrijven wilde overnemen, stelde minister Tjerk Westerterp als eis dat de grote steden daarbij een afstandsgebonden tarief instelden.
Als eerste stad werd in Rotterdam in 1974 het zonetarief ingevoerd. De stad werd verdeeld in een aantal zones die toen nog gewoon zone 1, 2 en 3 enzovoort werden genoemd. De RET gaf eigen kaartjes uit, die alleen in Rotterdam konden worden gebruikt.
Als eerste streekvervoerder volgde de ENHABO hetgeen duidelijk een proeftuin was voor Amsterdam welke stad het zonetarief in 1977 invoerde. Hierbij ontstond de zonenummering waarbij de centrumzone 5700 werd en de zones er omheen 5711, 5712 enzovoort. Ook in Amsterdam werd een eigen zonetarief ingevoerd, met zonekaartjes die alleen in Amsterdam golden.
Nieuw was echter dat men met de 3-zonerittenkaarten maximaal 3 zones buiten de stad mocht reizen. Voor de abonnementen gold nog niet het stersysteem maar moest men van tevoren de zones opgeven waarin men wilde reizen en kon men bij een 2-zone-abonnement ook maar in daadwerkelijk twee zones reizen.
Rotterdam volgde later met de landelijke zonenummers 5300 en 5311,5312 enzovoort. Daarna volgden nog enkele andere streekvervoerders en op 1 oktober 1980 werd het landelijk ingevoerd behalve in Den Haag, welke stad het zonetarief pas op 1 oktober 1981 invoerde. Tot die tijd was gebruik van een strippenkaart in Den Haag wel mogelijk maar men diende altijd 2 zones en dus 3 strippen af te stempelen.
Sinds de invoering van de OV-chipkaart is het zonetarief voor wat betreft de strippenkaart vervallen op 3 november 2011 en heeft in het hele land plaatsgemaakt voor het kilometertarief.
Voor de sterabonnementen gold echter tot 2013 nog steeds het zonetarief en in een aantal steden en een aantal regio's was dit verchipt. Bij gebruik van een sterabonnement diende men een zonenummer als uitgangspunt in te voeren waarbij er geen papieren abonnementencoupon meer werd verstrekt.

## Nationale strippenkaart
Op 8 mei 1980 werd de Nationale strippenkaart ingevoerd en enkele ritten en retours kwamen te vervallen en op de wagen waren nog slechts 6- en 10-strippenkaarten te koop tegen het hogere wagenverkooptarief. In Den Haag kon men wel met de strippenkaart reizen maar diende men altijd 2 zones, 3 strippen te stempelen.
Dit was ook het geval bij de nachtbus in Amsterdam en Rotterdam waar het zonetarief niet gold.

## Sterabonnement
De abonnementen werden vervangen door het Sterabonnement. De prijs van de abonnementen zouden landelijk gelijk worden getrokken maar in enkele grote steden gold tot 1983 een lager uitzonderingstarief.
In 1984 en later nog enkele malen vonden er herzoneringen plaats waarbij een aantal zones verkleind werd en er nieuwe zones werden toegevoegd waarmee naast de reguliere tariefverhogingen er een verkapte extra verhoging plaatsvond, omdat men voor meer zones diende te betalen dan voorheen.